# Ópera do Estado Bávaro

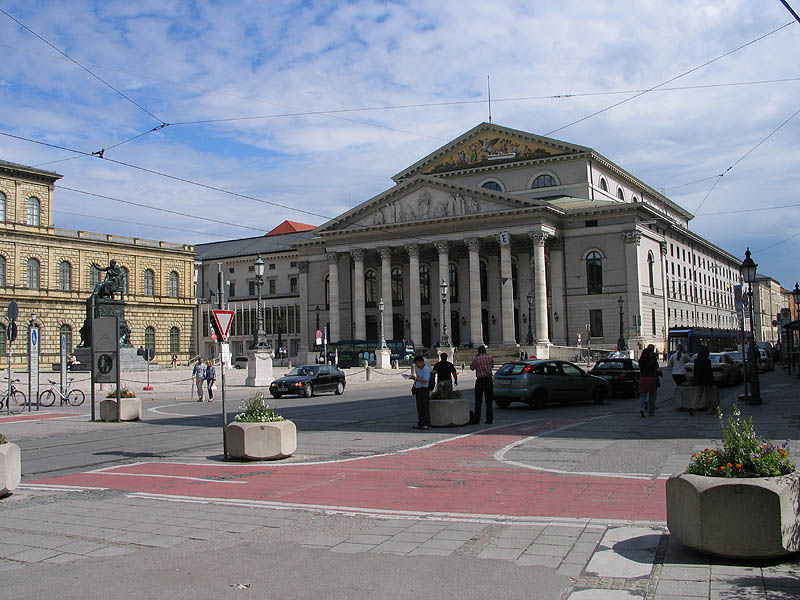
A residência, o Teatro Nacional em Munique

A Ópera do Estado Bávaro ou Ópera Estado da Baviera (em alemão: Bayerische Staatsoper) é uma companhia de ópera baseada no Teatro Nacional, em Munique, capital do estado alemão Baviera. A sua orquestra é a Orquestra do Estado Bávaro.

## História
A companhia de ópera foi fundada pela Princesa Henriette Adelaide, existindo desde 1653. Em 1753 o Teatro Residência foi inaugurado, sendo a casa da companhia. Entretanto, a ópera também apareceu no Prinzregententheater. A atual residência da companhia é o Teatro Nacional.
Sir Peter Jonas tornou-se o diretor geral em 1993. Desde 1998, Zubin Mehta serviu como diretor musical da Ópera do Estado Bávaro e da Orquestra do Estado Bávaro. Ele foi sucedido por Kent Nagano em 2006.

## Diretores musicais
- 1836–1867 Franz Lachner
- 1867–1869 Hans von Bülow
- 1870–1877 Franz Wüllner
- 1872–1896 Hermann Levi
- 1894–1896 Richard Strauss
- 1901–1903 Hermann Zumpe
- 1904–1911 Felix Mottl
- 1913–1922 Bruno Walter
- 1922–1935 Hans Knappertsbusch
- 1937–1944 Clemens Krauss
- 1945 Hans Knappertsbusch
- 1946–1952 Georg Solti
- 1952–1954 Rudolf Kempe
- 1956–1958 Ferenc Fricsay
- 1959–1968 Joseph Keilberth
- 1971–1992 Wolfgang Sawallisch
- 1992–1998 Peter Schneider
- 1998–2006 Zubin Mehta
- 2006–2013 Kent Nagano
- 2013-2021 Kirill Petrenko
- 2021-presente Vladimir Jurowski

## Literatura
- Bayerische Staatsoper (ed.): Kraftwerk der Leidenschaft - Die Bayerische Staatsoper. Prestel-Verlag München 2001. ISBN 3-7913-2628-7